# Еротичен филм
Еротичните филми са филмов жанр с еротично съдържание, най-често драми или трилъри, в които сексуалността заема централно място. Еротичните филми се отличават от порнографските по стремежа към художествено интерпретиране на сюжетите, а обикновено и по не толкова откритото представяне на сексуалността.
Сред най-популярните сатирични филми са „Порейки вълните“ („Breaking the Waves“, 1996), „Секс, лъжи и видео“ („ Sex, Lies, and Videotape“, 1989), „Екзотика“ („Exotica“, 1994), „Опасни връзки“ („ Dangerous Liaisons“, 1988), „Фатално привличане“ („Fatal Attraction“, 1987), „Жарки тела“ („Body Heat“, 1981), „Последното прелъстяване“ („The Last Seduction“, 1994).